# HV Sittardia
L'HV Sittardia è una squadra di pallamano maschile olandese con sede a Sittard.

È stata fondata nel 1942.

## Palmarès

### Trofei nazionali
- Campionato dei Paesi Bassi: 18
  - 1965-66, 1967-68, 1968-69, 1969-70, 1970-71, 1971-72, 1972-73, 1973-74, 1974-75, 1975-76
1976-77, 1978-79, 1986-87, 1989-90, 1992-93, 1993-94, 1996-97, 1998-99.